# Serghei Kirienko
Serghei Kirienko (n. 26 iulie 1962) este un inginer și om politic rus de origine evreiască, care a îndeplinit funcția de prim-ministru al Federației Ruse (23 martie - 23 august 1998). În prezent, este director al Rosatom (Corporația de stat pentru energie nucleară).
1. ↑  Sergej W. Kirijenko, Munzinger Personen, accesat în 9 octombrie 2017